# ヤクブ・ポピフチャク
ヤクブ・ポピフチャク（Jakub Popiwczak、1996年4月17日 - ）はポーランドの男子バレーボール選手。ポジションはリベロ。ポーランド代表。

## 来歴
- クラブチーム

レグニツァ出身。2012年、Jastrzębski Węgielへ入団。現在も同チームに在籍し、ポーランドプラスリーガでは2020/21シーズン、2022/23シーズンで2度のタイトルを獲得した。2021/22シーズンはリーグ準優勝となり、自身はベストリベロ賞とベストレシーバー賞を受賞した。欧州チャンピオンズリーグでは2022/23シーズンで銀メダルを獲得した。
- 代表チーム

アンダーカテゴリーの代表として2015年のU-21世界選手権に出場した。2019年にシニアのポーランド代表に初選出され、同年のネーションズリーグでデビューし銅メダルを獲得した。同年10月のワールドカップで銅メダルを獲得した。2022年、地元開催された世界選手権に出場し銀メダルを獲得した。

## 球歴
- 世界選手権 - 2022年
- ワールドカップ - 2019年
- ネーションズリーグ - 2019年、2022年、2023年

## 受賞歴
- 2022年　2021/22ポーランドプラスリーガ　ベストリベロ賞、ベストレシーバー賞

## 所属クラブ
- Jastrzębski Węgiel（2012-）